# Salvador Almaraz López
Salvador Almaraz López ( Irapuato, Guanajuato, México; 18 de noviembre de 1930-11 de marzo de 2022) fue un pintor, muralista, grabador, artista plástico, con una carrera de más de 75 años en el medio, nombrado el último eslabón del muralismo, con 50 murales en su quehacer artístico así como obra de caballete.
Destacó por ser un gran retratista con 7 retratos en Palacio Nacional de expresidentes, autor de obras  como el obelisco del parque Irekua ( Irapuato, Guanajuato), el mural de la amistad México-Cuba (Tuxpan. Veracruz ), el mural de las revoluciones Presidencia Municipal de Irapuato, así como mural en la troje del museo Salvador Almaraz, mural  en el silo de rancho Grande, en  Irapuato, también en el centro cultural y social veracruzano Ciudad de México,  en la parroquia de nuestra señora del sagrado corazón colonia Narvarte, Mural en Palacio Municipal de Abasolo Guanajuato, en el Palacio de Gobierno y Palacio de justicia de Saltillo Coahuila.Sus obras también se pueden encontrar en Cuba, donde realizó 5 murales en distintas provincias con motivo de la amistad entre México y dicho país.
Se casó el 19 de Octubre de 1958 con Irene Moreno Vazquez con quien procreó 5 hijos, Edith, Hugo, Esteban, Onofre e Ivonne, también le sobreviven once nietos, María Angélica, Salvador, André, Brando, Cedrik, Esteban, Salvador, Tania, Andrea, Daniel y Paolo. 4 bisnietos, Fernanda, Víctor, Andrés, Darío. Un tataranieto, Atenea. El 17 de Febrero del 2022 se le rindió homenaje en el museo de la ciudad de Irapuato, que a partir de esa fecha lleva orgullosamente el nombre de Museo Salvador Almaraz. Falleció a la edad de 91 años, el 11 de marzo del 2022.

## Biografía
Nació en la localidad Irapuato en 1930. Se inicia en la pintura frecuentando el taller de un pintor de iglesias durante su infancia. En 1944 estimulado por su padre, comienza a tomar lecciones por correspondencia de dibujo orientado a caricaturas , en la academia ERYE, un años más tarde su padre fallece en un accidente de trabajo, quedando en la orfandad, al frente de su madre y siete hermanos menores viéndose en la necesidad de trabajar para el sustento familiar, aprendiendo la carpintería y talla en madera en el taller de su abuelo materno.

### Vida en México
En 1948 se trasladó a la ciudad de México, donde durante cuatro años trabaja en una agencia de publicaciones comerciales, realizando carteles, dibujos y litografías para anuncios de espectáculos artísticos.
En 1953 inició sus estudios de pintura decorativa mural con Jose L. Gutierrez del I.P.N. y Francisco Cornejo en el " rancho del artista ".
Entre 1954 y 1957 se desempeñó como ayudante de los muralistas Jorge Gonzalez Camarena y Rolando Arjona. Para 1957 participa por primera vez en la exposición colectiva de la feria de la fresa.
El 19 de octubre de 1958 contrajo nupcias con Irene Moreno Vazquez, con quien procreó 5 hijos.

### Exposiciones y reconocimientos
En 1966 presentó su primera exposición individual la cual constaba de 20 retratos, en la galería Chapultepec en la ciudad de México, realizando 20 exposiciones más, siendo las más importantes:
- Exposición retrospectiva " 50 años dibujando " (1992)
- 50 años retratando el museo de la ciudad
- Exposición festejando 81 años de vida ( en el Tecnológico de Monterrey campus irapuato, 2011)
- Homenaje a su trayectoria en el edificio LAPEM ( Irapuato, 2012 )

En el año 2017 la Universidad de Guanajuato (UG) hizo un reconocimiento al pintor Salvador Almaraz López por sus aportaciones al muralismo en México y Latinoamérica
En el año 2019 la Asociación Plástica Celayense (APLACE)  organizó una exposición fotográfica de las obras más representativas del muralista.

### Retratos
Durante su trayectoria realizó una gran cantidad de retratos, entre los que destacan:
- Pascual Ortiz Rubio
- Ignacio Comonfort
- Álvaro Obregón
- Adolfo López Mateos
- Luis Echeverría Álvarez
- José Lopez Portillo
- Plutarco Elias Calles
- Lola Beltran

## Obra mural

### Obras nacionales

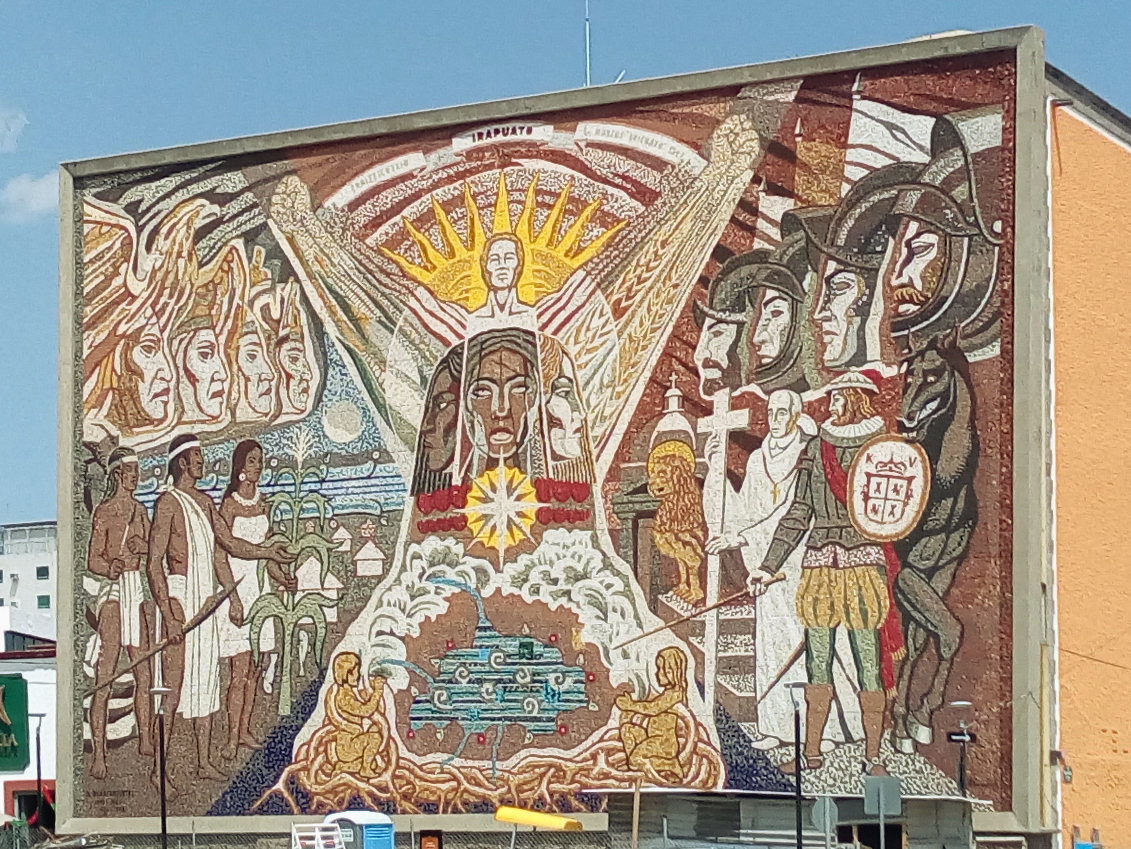
Los Orígenes.

Con el correr del tiempo y debido a demoliciones y fenómenos naturales, algunas de las obras murales se han deteriorado o perdido, pero en su mayoría aun prevalecen:
- Decoraciones murales, pinturas de esmalte en un cabaret de las calles de Bolivar y Regina (CDMX/Destruidos) (1951).
- Cuatro tableros, con temas folclóricos de México, temple 24m² en el rancho del artista. (CDMX/Destruidos con la demolición de esta estructura) (1953).
- Alegoría del vino, vinilica 25m² residencia en el pedregal de San Ángel. (CDMX) (1954).
- Decoración mural "Construcción de las pirámides de Egipto" despacho del Arquitecto Vidales, edificio en insurgentes. (CDMX/Destruido con el terremoto de 1985) (1955).
- Danza moderna. Temple 8m² residencia del pedregal de San Ángel (CDMX/Propiedad de la señora Silvia Pinal). (1955).
- La Santísima Trinidad, temple 175m² Iglesia de Nuestra Señora de la Salud, colonia Michoacana (CDMX) (1955).
- Alegoría. temple 8M² residencia en la colonia viaducto piedad (CDMX) (1956).
- Danza de México y alegorías del vino. Técnica mixta 35m² casa particular en las quintas campestres estrella (CDMX) (1956).
- Cuatro murales decorativo con temas diversos. Vinilicas y acrílicas 70m² restaurante-cabaret "La fuente de insurgentes" (CDMX/Destruido con la demolición del cabaret) (1956).
- La primavera óleo 10m² casa particular (Irapuato, Guanajuato / destruido por la demolición de la finca) (1957).
- La tierra de las fresas. acrílico. fuente de sodas. (Irapuato, Guanajuato) (1957).
- El ángel. Fresco 5m² fachada de una capilla en una casa particular (Irapuato, Guanajuato) (1957).
- El padre eterno, acrílico 226m² iglesia de la colonia Bondojito (CDMX) (1958).
- Las apariciones guadalupanas y alegóricas técnica mixta 412m² iglesia de nuestra señora del sagrado corazón colonia Narvarte (CDMX) (1960).
- Mural "Las revoluciones". acrílicos 500m² mural realizado en palacio municipal de Irapuato (Guanajuato) (1968).
- Síntesis de la historia de Coahuila. acrílico 150m² en el palacio de gobierno del estado. ( Saltillo, Coahuila ) (1979)
- Mural en el nuevo palacio de justicia del estado de Coahuila. acrílico 110m² .( Saltillo, Coahuila ) ( 1981 )
- Mural en el museo de la amistad México-Cuba. Acrílico 15m² (Tuxpan, Veracruz) (1982).
- Mural "Los fundadores". Técnica de losas precoladas de mosaicos y piedras naturales 340m² destinado para la plaza de los fundadores en la ciudad de Irapuato (Guanajuato) (1985).
- Mural de mosaicos en losas precoladas 28m². destinado para la fuente del museo de ciencias y tecnología en Xalapa, Veracruz (Xalapa, Veracruz ) (1991).
- Mural en piedras y mosaicos de colores naturales de losas precoladas 55m². para el centro cultural y social de Veracruz, Coyoacan (CDMX) (1992).
- Mural en piedras de colores naturales losa de 1.00 X 1.00 " Obra abstracta " donación para el museo de la ciudad de Irapuato (Guanajuato) (1993).
- Mural en la casa de la cultura. acrílicos 45 m² del 450 aniversario de la fundación de Irapuato (Irapuato, Guanajuato) (1997).
- 7 murales transportables, cada uno de 9m² con diferentes temas, para el edificio que ocupa el partido convergencia ahora movimiento ciudadano (1998 - 2000)
- Mural "Hidalgo" 35m² realizado en la presidencia municipal de Abasolo. (Abasolo, Guanajuato) (2003)
- Mural "Homenaje a las razas humanas" de 90m² En la troje del museo Salvador Almaraz de Irapuato(Irapuato, Guanajuato) (2010).
- Mural "El nacimiento de la conciencia" de 208m². en silo de iglesia de rancho grande ( Irapuato, Guanajuato ) (2013).
- Realiza el famoso obelisco en el parque Irekua (Irapuato, Guanajuato) (2015).

### Obra en la república de Chile
En 1964 viaja a la república de Chile para colaborar en equipo con el  muralista Jorge Gonzalez Camarena, en su obra de la universidad de Concepción, donación del gobierno Mexicano.

### Obra en la república de Cuba
Entre 1974 y 1976 es enviado por el gobierno del entonces presidente Luis Echeverria, a la república de cuba, donde realizaría 5 murales en diferentes centros de enseñanza superior ( E.S.B.E.C. ) con temas históricos de México, tres en acrílico de 17m² cada uno y en el tecnológico Lazaro Cardenas de santa clara, un mural exterior en mosaicos y piedra de colores naturales de 200m².